# Dobrodružství pavoučka Štěstíka
Dobrodružství pavoučka Štěstíka je československý animovaný televizní seriál z roku 1984 poprvé vysílaný v rámci Večerníčku v roce 1985. Seriál byl natočen na základě scénáře Heleny Sýkorové a Garika Seka, který se současně ujal režie. Výtvarně zpracovala Marie Satrapová, zatímco seriál namluvila Taťjana Medvecká. Kameramanem byl Miroslav Kuchař. Bylo natočeno 7 epizod, každá v délce 7 minut.

## Seznam dílů
1. Jak se Štěstík vydal do světa
2. Jak Štěstík choval motýlí miminka
3. Jak Štěstík zachránil komáří parádnici
4. Jak Štěstík potkal mravenčí loupežníky
5. Jak Štěstík vzbudil stonožku
6. Jak Štěstík vykouzlil sedm teček
7. Jak Štěstík si chytil pavoučí vílu